# Hawker P.1121
Le Hawker P.1121 était un projet britannique des années 1950 pour le développement d'un avion de chasse supersonique. Il fut conçu chez le constructeur Hawker Siddeley par une équipe menée par Sydney Camm.
Initialement développé sur fonds privés par la compagnie, il fut toutefois conçu avec l'objectif de produire un avion en accord avec les nécessités de l'Operational Requirement (en français : besoin opérationnel) no 339, ou OR.339, publié par le Ministère de l'Air britannique (Air Ministry).
En 1958, tous les travaux furent stoppés, peu après la publication du célèbre Livret blanc de la Défense de 1957 (en) par le Ministre de la Défense Duncan Sandys, qui porta un coup très dur à l'industrie aéronautique britannique, en déclarant vouloir remplacer les avions de combat par des missiles guidés.

## Conception et développement
En mars 1954, Hawker décida de se lancer dans le développement d'un nouvel avion de chasse, en réponse à la publication du besoin opérationnel OR.323 par le Ministère de l'Air britannique. Ce premier concept, désigné P.1103, était un biplace à aile en flèche propulsé par le turboréacteur De Havilland Gyron et armé de deux missiles air-air d'assez grande taille Red Dean (en). Ce premier concept fut retravaillé l'année suivante, lorsqu'en février 1955 le Ministère de l'Air publia le besoin opérationnel OR.329 qui, parmi d'autres besoins, faisait appel à l'emport d'une grosse unité radar de balayage AI.18 dotée d'une antenne de 40 pouces (101,6 cm). En octobre 1955, Hawker décida de proposer une version révisée du P.1103 pour répondre au besoin opérationnel, offrant au passage le missile Red Hebe comme alternative au Red Dean.
En 1956, l'Air Marshal Thomas Pike (en), adjoint au chef de la force aérienne, approcha Sidney Camm, le concepteur en chef du P.1103, pour laisser entendre la suggestion que l'avion proposé devrait raisonnablement combiner les caractéristiques d'un intercepteur ) long rayon d'action et d'un avion d'attaque au sol, qui pourrait potentiellement inclure l'utilisation d'armes nucléaires. Camm, qui trouvait la suggestion intéressante, demanda directement à son équipe de concevoir un dérivé biplace d'attaque du P.1103, qui reçut rapidement la désignation de P.1116. Une proposition monoplace similaire fut également préparée, recevant alors la désignation de P.1121.
La proposition P.1121 avait une certaine ressemblance avec l'avion américain McDonnell Douglas F-4 Phantom II, qui était alors aussi en cours de développement. Les deux avions avaient des performances et une capacité d'emport assez similaires. D'après le propre résumé de Hawker inclus dans la proposition, le P.1121 fut déclaré comme étant prêt pour une production en série dès 1960, et aurait pu atteindre une vitesse de Mach 2,5. Les éléments mis en avant dans sa conception incluaient sa grande vitesse, une importante capacité interne en carburant, des points d'emport pour une grande variété d'armement, ainsi qu'un renforcement pour pouvoir réaliser plusieurs types de missions d'attaque au sol. Hawker mit en avant le potentiel de développement à long terme du P.1121 à la Royal Air Force (RAF).
En plus de son concept « Mach 2,5 », Hawker entreprit des travaux sur une version encore plus rapide du P.1121. Ce modèle, qui devait pouvoir atteindre une vitesse de Mach 3, aurait été doté d'une voilure en acier et d'un moteur à la puissance augmentée, afin de parvenir à atteindre cet objectif. De nombreuses propositions radicales furent avancées, par exemple une version qui aurait utilisé la combinaison d'une propulsion par turboréacteur et par moteur-fusée. En mai 1957, Camm produisit un brouillon à propos d'une version bimoteur de l'avion, désignée P.1125, qui aurait dû être propulsée par deux Rolls-Royce RB.133. Alors que le prototype aurait reçu un Gyron P.S.26-6 de 77,40 kN de poussée (105,87 kN avec la postcombustion), les exemplaires de production auraient reçu un Gyron P.S.26-3 de 88,96 kN de poussée (120,10 kN avec la postcombustion). Le moteur Gyron aurait apporté au P.1121 un temps de montée vers l'altitude et des performances d'interception plutôt bonnes, en comparaison avec celles des avions contemporains.
En septembre 1957, lorsque le Livret blanc de la Défense (en) fut publié par le Ministre de la Défense Duncan Sandys, les travaux sur le projet P.1121 avaient déjà atteint un stade avancé. Tandis que le besoin opérationnel OR.329 fut annulé, il fut reconnu que le concept pouvait être retravaillé pour correspondre à l'OR.339, qui était alors l'unique nécessité à long terme concernant un avion piloté encore en cours de validité. Pendant le mois d'octobre 1957, peu après la réception de l'OR.339 ce même mois, il fut déterminé qu'une version agrandie de la proposition P.1125 serait la meilleure candidate pour répondre aux besoins exprimés par le ministère britannique. De ce fait, ce nouveau concept fut proposé en janvier 1958, recevant la désignation de P.1129 et étant propulsé par deux turboréacteurs Rolls-Royce RB.141.
Le 25 juin 1959, le National Defense Research Committee (NDRC) accorda un financement pour l'OR.339, au moment où la direction de Hawker décida qu'une nouvelle proposition soit faite. Par conséquent, Camm produisit une proposition modifiée du P.1129, qui s'appuyait sur les améliorations développées sur un appareil concurrent conçu par Avro. À l'été 1958, les principaux assemblages pour le P.1121 avaient été réalisés, de même qu'un longue série d'essais en soufflerie. Les tests de la plupart des systèmes avaient également été achevés. Toutefois, la direction de Hawker Siddeley décida de ralentir le développement du projet, ne souhaitant pas auto-financer sa finalisation et son vol inaugural, attendant de connaître le sort de l'OR.339. Du coup, l'avion presque achevé erra un moment dans l'usine Hawker de Kingston, justement en raison d'un manque de financement.
En janvier 1959, il fut annoncé qu'une proposition concurrente, soumise par Vickers et English Electric, avait remporté le contrat pour l'OR.339, ce qui signifiait évidemment la fin du P.1121. Les chefs de la compagnie ne virent plus aucun intérêt à poursuivre le développement d'un projet qui ne serait de toute manière pas choisi par le gouvernement. Alors que des efforts furent réalisés en 1960 pour raviver le programme P.1121, à ce moment-là le développement du moteur Gyron qui était censé le propulser avait déjà été arrêté. L'avion échoua à être sélectionné en raison d'une incompréhension de l'Air Staff (en) sur le concept d'objectifs multiples de l'appareil, une caractéristique qui devint toutefois assez commune sur les avions conçus ultérieurement. Cherchant un nouveau projet à étudier à la place du P.1121, Camm commença rapidement les travaux sur un nouvel appareil à la conception radicale, désigné P.1127. Cet appareil devint par la suite le Harrier, le premier avion de combat ADAV réussi au monde.

## Caractéristiques
Le Hawker P.1121 fut envisagé comme étant le premier avion de chasse supersonique de construction britannique, devant pouvoir atteindre des vitesses allant jusqu'à Mach 2,5. En plus de sa mission première d'intercepteur équipé d'un radar, il aurait dû accomplir des missions d'attaque, qui incluaient potentiellement l'utilisation d'armes nucléaire tactiques. S'il avait été mené à son terme, le programme du P.1121 aurait permis de remplacer les appareils transsoniques existants de la Royal Air Force, comme le Hunter. Alors qu'il était prévu que les modèles initiaux soient des appareils monoplaces, Hawker souligna que des versions biplaces, permettant de loger un navigateur/opérateur radar derrière le pilote, étaient plausibles.
Le P.1121 devait être propulsé par un turboréacteur De Havilland Gyron. Camm opta pour l'emploi de ce moteur pour l'appareil car il fut déterminé à ce moment-là comme étant le seul moteur convenable pour assurer sa propulsion. Des groupes propulseurs alternatifs furent évalués pour une utilisation potentielle, parmi lesquels le turboréacteur Rolls-Royce Olympus et le turbofan Rolls-Royce Conway, ce dernier étant alors le premier turbofan disponible au monde. D'après l'auteur Derek Wood, l'Olympus présentait le meilleur compromis sur le papier, capable de procurer un rayon d'action égal à celui du Conway tout-en produisant une vitesse et une altitude similaires à celles du Gyron. L'air extérieur aurait été amené au moteur de dimensions relativement importantes par une grande entrée d'air à géométrie variable de type « gueule de requin », installée sous le fuselage de l'avion.
Une construction conventionnelle fut employée pour la majeure partie de la structure du P.1121. Un revêtement épais en alliage léger était placé sur des cadres et des raidisseurs assez rapprochés, tandis que de l'acier était employé pour certains composants devant subir de fortes contraintes. Le fuselage était divisé en trois sections principales. La partie avant comprenait le radôme, le cockpit, les systèmes radio et la baie à équipements. La partie centrale contenait le moteur, son entrée d'air, un aérofrein ventral, la roulette de nez, des points d'attache pour des pods de roquettes de deux pouces (50,8 mm) et un total de cinq réservoirs de carburant souples en nylon. La section arrière était occupée par le canal de la postcombustion, la tuyère, le train d'atterrissage principal, deux aérofreins arrière et deux autres réservoirs souples. Le P.1121 était doté d'une aile à quatre longerons, recouverte d'une peau en alliage de 7,62 mm d'épaisseur, qui était de forme similaire à celle de l'aile du Hunter. Les longerons étaient attachés à des bras en acier à leur extrémité intérieure, qui étaient eux-mêmes reliés aux quatre structures principales de la section centrale du fuselage. La boîte structurelle de l'aile contenait également un réservoir de carburant intégral, contenant jusqu'à 1 909 litres de carburant, à ajouter aux 4 796 litres contenus dans les réservoirs de fuselage. Jusqu'à quatre réservoirs externes largables pouvaient être installés si nécessaires.
Les commandes de vol du P.1121 furent conçues comme un système totalement intégré, qui permettait aux actions d'être entièrement dupliquées sur les diverses surfaces de contrôle. Le système d'armes devait initialement être basé sur le module radar Ferranti AI.23, mais Hawker décida cependant de se concentrer sur le radar en bande J construit par General Electric, afin de disposer d'une portée de détection de 35 nautiques (64,8 km). D'autres améliorations du radar furent planifiées, ainsi que l'emploi d'un nouveau missile à guidage radar semi-actif développé par Fairey. Un système de contrôle de puissance moteur intégré, avec pilote automatique et système de navigation radar, devait assister le pilote lors des passes de bombardement à basse altitude, utilisant des armements conventionnels ou nucléaires.
De nombreuses mises-à-jour et modifications du P.1121 de base furent proposées. Un radar à balayage latéral, dont l'équipement aurait dû être installé sous des pylônes d'emport d'ailes, fut avancé comme une option disponible pour le modèle. Un radar à balayage vers l'avant pouvait également remplacer le radar AI standard pour améliorer les performances lors des missions d'attaque. Le P.1121 aurait également pu être utilisé pour des missions de guerre électronique, recevant alors sous les ailes des pods adaptés pour effectuer ces missions. Une nacelle centrale à carburant ou bombes fut également conçue, ce qui aurait porté la capacité totale de carburant à 13 638 litres. Sur le désir du client, il aurait pu recevoir des canons ADEN de 30 mm.

## Utilisateur (potentiel)
- Royaume-Uni :
  - Royal Air Force (RAF).